# Ettore Barzini
Ettore Barzini (Milano, 13 aprile 1911 – Mauthausen, 13 marzo 1945) è stato un agronomo italiano che, entrato nella resistenza, aiutò famiglie di ebrei e ricercati politici a fuggire all'estero e che, arrestato, morì nel campo di concentramento di Mauthausen.

## Biografia
Nasce a Milano figlio del noto giornalista Luigi Barzini (1874-1947) e della sua prima moglie Mantica Pesavento. Nel 1926, assieme alla sorella Emma e al fratello Luigi raggiunge il padre a New York dove questi è direttore del quotidiano Corriere di New York da lui stesso fondato. Appassionato di botanica viene iscritto a un istituto tecnico agrario in California e, dopo aver seguito i corsi dell'Università Cornell, si laurea nel 1932 in agraria specializzandosi nella coltivazione della banana.
Parte quindi per la Giamaica dove lavora in una piccola piantagione privata che dopo un anno viene ceduta ad una grossa azienda americana. Quando scopre che questa utilizza un prodotto nocivo che fa ammalare e morire i lavoranti si ribella e viene licenziato. Nel 1935 si trova un altro lavoro in Somalia a Merca presso una ditta con sede a Genova come responsabile del centro di raccolta di una piantagione. Ma dopo la conquista italiana dell'Etiopia e dopo la costituzione della Regia azienda monopolio banane già dai primi mesi del 1936 Ettore è costretto ad abbandonare la piantagione e deve occuparsi di pratiche amministrative ordinarie in un ufficio senza possibilità di fare carriera. Inoltra domanda perché gli venga assegnato un lotto di terreno ma, non avendo la tessera del Partito nazionale fascista, l'istanza non viene accolta. In seguito, sempre più scontento e malvisto, viene dapprima trasferito in un altro ufficio a Genova e poi licenziato.
Ritorna a Milano nel gennaio 1943, senza soldi e senza un'occupazione. Un suo amico, Maurizio Malgioglio, proprietario di un'impresa edile specializzata in sgomberi di edifici dopo i bombardamenti, gli chiede di dargli una mano nella messa in sicurezza degli edifici bombardati. In un'attività che giova a salvare molte vite umane, Ettore si distingue guadagnandosi una medaglia di benemerenza al «Valor civile» dal Comune di Milano.
Nello stesso periodo entra in contatto con un gruppo di architetti, fra cui Ludovico Barbiano di Belgiojoso e Gian Luigi Banfi. Tramite loro entra a far parte delle Brigate Giustizia e Libertà, il braccio armato del Partito d'azione comandato in Lombardia da Leopoldo Gasparotto. Ai suoi ordini fanno uso di ricetrasmittenti, trasportano armi, aiutano ricercati politici e famiglie di ebrei a passare il confine per la Svizzera.
Nel corso di uno dei bombardamenti dell'estate 1943, lo stabile in cui Ettore vive con il padre e la sorella Emma rimane seriamente danneggiato. Un amico di Ettore, Piero Gadda Conti, cugino di Carlo Emilio Gadda, offre loro in affitto un appartamentino in Piazza Castello 20, nella stessa casa dove abitano Indro Montanelli e la moglie. Traslocano subito, senza immaginare che la portinaia dello stabile è una spia dei repubblichini.
L'11 dicembre 1943 Leopoldo Gasparotto e un gruppo di uomini della sua formazione, tra cui Ettore, vengono arrestati e portati a San Vittore per essere interrogati e torturati. Ettore, col numero di matricola 875, è rinchiuso nella cella 73 del raggio I. Si offre volontario per la consegna dei pacchi di viveri e vestiario che settimanalmente arrivano ai detenuti. Ci resta fino al 27 aprile 1944, quando viene trasferito al campo di lavoro di Fossoli. Si sistema nella baracca 18, chiamata la «casa degli intellettuali». Sulla base della recente esperienza edile, lavora alla ristrutturazione del campo. Al padre scrive « [...] Io qui sto bene e mi dedico all'urbanistica nel tentativo di dare un assetto alla piazza principale del campo...»; il padre, che a più riprese ha invano tentato di liberarlo ricorrendo a tutte le sue conoscenze altolocate, ma trovandosi sempre di fronte un muro, si sente in qualche modo rassicurato.

Pochi giorni dopo però, il 12 luglio, vengono portati al vicino poligono di Cibeno e fucilati come ostaggi 67 detenuti.Il nome di Ettore è nell'elenco dei fucilandi, ma all'ultimo momento il comandante lo depenna perché lo ritiene necessario ai lavori murari nel campo. Neanche questo serve a proteggerlo a lungo.
Il 5 agosto 1944 viene fatto salire in un vagone piombato, con Barbiano di Belgiojoso e Banfi tra gli altri, e spedito a Monaco di Baviera con destinazione finale a Mauthausen-Melk, dove giunge due giorni dopo. Qui viene marcato col numero 82272 e classificato Schutz, mestiere dichiarato tecnico. Successivamente è inviato al sottocampo di Gusen dove muore di malattia e di stenti all'ospedale del campo il 13 marzo 1945.

## Riconoscimenti

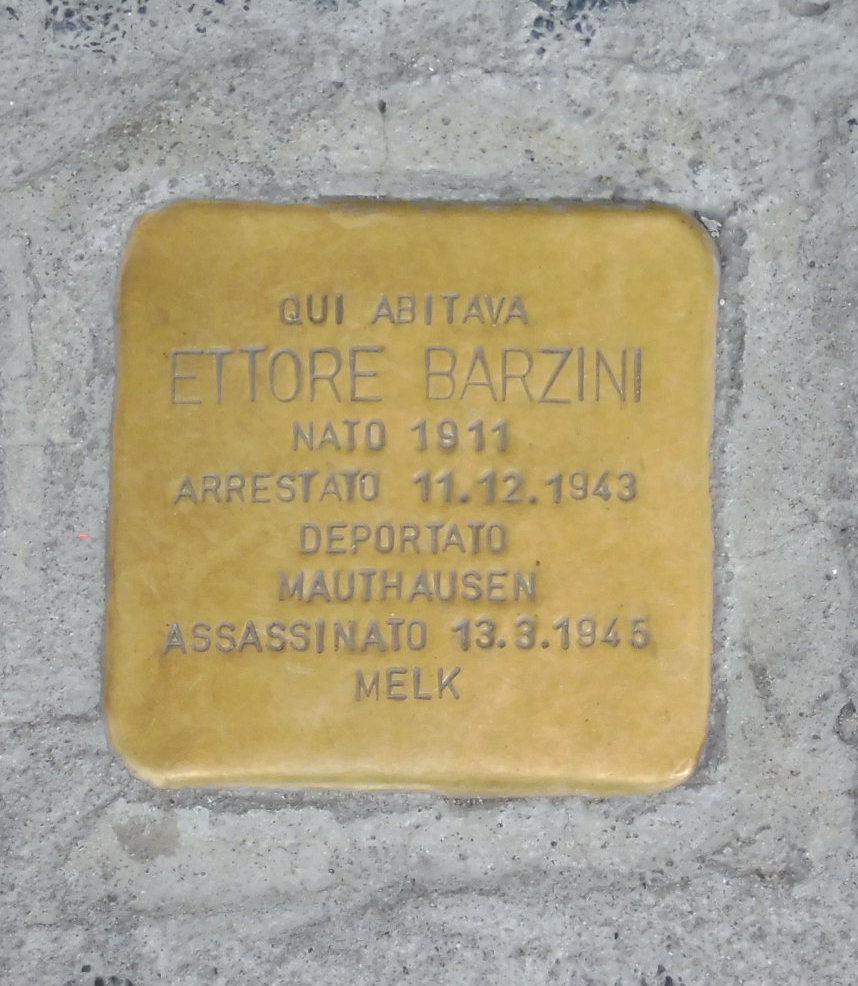

Nel 2022 il Comune di Milano ha deliberato di posare davanti al numero civico 20 di piazza Castello una Pietra d'inciampo in ricordo dell'aiuto che Ettore Barzini diede a ricercati politici e alle famiglie di ebrei per passare il confine verso la Svizzera.